# Julia Stadius
Julia Stadius, född Tavaststjerna 11 januari 1844 i Sankt Petersburg, död 22 december 1929 i Helsingfors, var en finländsk författare och samhällsaktivist. 
Julia Stadius var dotter till Carl Johan Tavaststjerna och Hilda Maria, född Tavaststjerna. Fadern arbetade som lärare vid kadettkåren i Sankt Petersburg. År 1850 flyttade familjen till Helsingfors, där fadern fick tjänst som polismästare.  
År 1866 gifte sig Julia Stadius med sin kusin, statsrådet Alfred Stadius (1840–1900). Paret fick sönerna Thure Valter Stadius (1869–1934) och Uno Stadius (1871–1936). 
Julia Stadius skrev bland annat barnlitteratur och poesi som publicerades i Nya Pressen och Finsk Tidskrift. Hon var redaktör för Sylvias Majblad: djurskyddstidning för skolungdom. Hon var även starkt engagerad i dövas rättigheter och samhälleliga ställning. Under 1890-talet blev familjen Stadius vardagsrum i Helsingfors en mötesplats för döva och samhälleligt engagerade och tillsammans med Albert Tallroth, Julius Hirn och sonen Thure Valter Stadius grundade hon Helsingfors Dövas Förening 1895. Hon var även med om att grunda Finlands Dövas Förbund och hon fungerade som redaktör för Tidskrift för dövstumma.